# Burlos
Burlos eller Borollos är en lagun med bräckt vatten i Nildeltat öster om Rosetta i guvernementet Kafr el-Sheikh i norra Egypten. En cirka 5,5 kilometer bred landtunga skiljer lagunen från Medelhavet.
Det finns omkring 50 öar i lagunen vars norra del består av salt våtmark och sankmark. Längs stränderna i den södra delen växer   bladvass och natar. Burlos är ett Ramsarområde.
Flera Nilarmar mynnar i Burlos, som är mycket fiskrik. Antalet arter har dock minskat under 1900-talet eftersom salthalten i lagunen har minskat på grund av avrinning från jordbruksområdena i söder. Burlos har förbindelse med Medelhavet via en 250 meter bred och 5 meter djup kanal.